# Ruth Harriet Louise

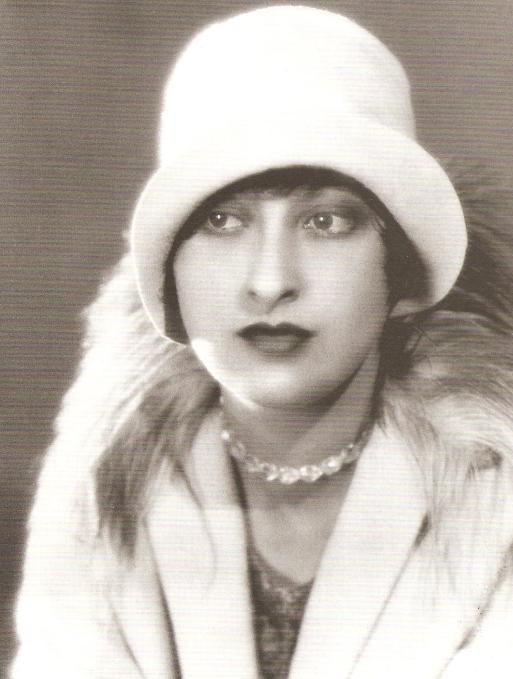
Ruth Harriet Louise (Selbstporträt, ca. 1928)

Ruth Harriet Louise (eigentlich Ruth Harriet Goldstein, * 13. Januar 1903 in New York; † 12. Oktober 1940 in Los Angeles, Kalifornien) war eine US-amerikanische Fotografin. Als erste weibliche Berufsfotografin konnte sie sich in Hollywood durchsetzen. Von 1925 bis 1930 leitete sie das Porträtstudio der Filmproduktionsgesellschaft Metro-Goldwyn-Mayer.

## Erste Jahre
Ruth Goldstein wurde in Harlem geboren, einem Stadtviertel von New York, das als Zentrum afroamerikanischer Kultur gilt. Ihr aus London stammender Vater war Rabbiner einer progressiven Synagoge. Ihre Mutter Klara Jacobsen Goldstein kam aus Wien. 1915 zog die Familie nach New Brunswick in New Jersey. Ihr Bruder Mark wurde unter dem Künstlernamen Mark Sandrich später Filmregisseur. Ihre Cousine Carmel Myers, Stummfilmschauspielerin, war mit Mary Pickford befreundet.
Als Teenager traf Ruth Goldstein den Gesellschaftsfotografen Nikolas Murray in New York. Sie ließ sich in seinem Studio in Greenwich Village porträtieren und beschloss bei dieser Gelegenheit, selbst Fotografin zu werden. Sie schrieb sich bei einer Ausbildungsstätte für Fotografen ein – bevorzugte dann aber eine Ausbildung bei Nikolas Murray, der sie zu ihrem Berufswunsch inspiriert hatte. 1922, mit 19 Jahren, eröffnete sie in New Brunswick ihr eigenes Ein-Raum-Fotostudio. Sie gab sich den Künstlernamen Ruth Harriet Louise.

## Hollywood
Im Frühjahr 1925 zog die Fotografin nach Hollywood, wo ihr Bruder Mark als Drehbuchautor für Kulturfilme arbeitete. Sie eröffnete ein winziges Fotostudio am Hollywood Boulevard Ecke Vine Street. Zu ihren ersten Auftraggebern gehörten angehende Schauspieler, die Bewerbungsfotos benötigten. Der Produzent Samuel Goldwyn wurde auf sie aufmerksam und ließ Porträts von seiner neuesten Entdeckung Vilma Bánky erstellen. Im Sommer 1925 wurde die Zweiundzwanzigjährige Ruth Harriet Louise von MGM angestellt, um das Porträtfotostudio der Filmgesellschaft zu führen. Damit war sie die erste und einzige Frau in dieser Position bei sämtlichen Filmstudios in Hollywood.
In den kommenden fünf Jahren fotografierte Louise alle Stars und Sternchen, die bei der Filmfirma unter Vertrag standen, darunter Greta Garbo, John Gilbert, Joan Crawford, Marion Davies, Buster Keaton und Norma Shearer. Sie fotografierte nicht nur in kühl-elegantem Stil, sie gab auch Tipps, wie ihre Klienten ihre Persönlichkeit vor der Kamera am vorteilhaftesten darstellen konnten. Es entstanden Freundschaften. Am engsten war sie mit Joan Craword befreundet, deren Durchbruch vom unbekannten Chorgirl zum Star sie mit ihren Bildern begleitete. Fachleute schätzen, dass Louise in ihrer Zeit bei MGM über 100.000 Fotos erstellt hat. Außerhalb des Studios ließ sich Präsident Herbert Hoover von ihr fotografisch in Szene setzen. Heute wird sie zu den bemerkenswertesten Fotografen ihrer Zeit gezählt, auf einer Stufe mit George Hurrell und anderen namhaften Society-Fotografen.
Sie heiratete den Drehbuchautor und Regisseur Leigh Jason und verließ MGM 1930. Ihr Bruder Mark war inzwischen erfolgreicher Regisseur einer Reihe von Fred-Astaire- und Ginger-Rogers-Musicals. Louise bekam zwei Kinder. Ihr Sohn starb an Leukämie. 1940 starb sie selbst an Komplikationen bei der Geburt eines weiteren Kindes. Ihre Porträts wurden in der National Gallery of Art in Washington, D.C. ausgestellt und millionenfach gedruckt.

## Porträts

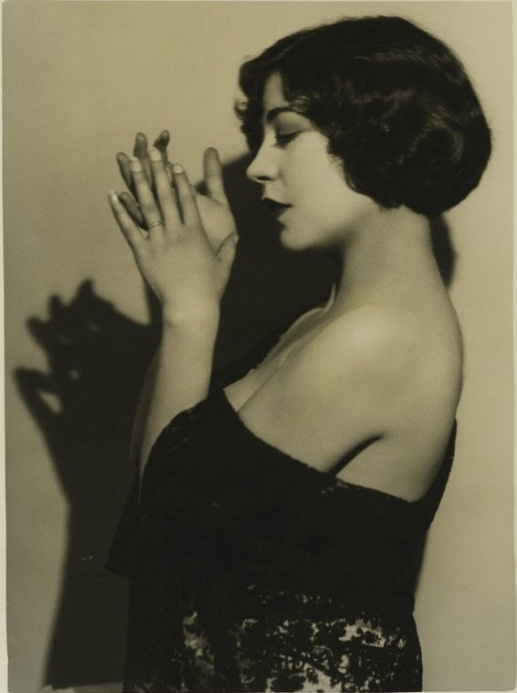
Renée Adorée
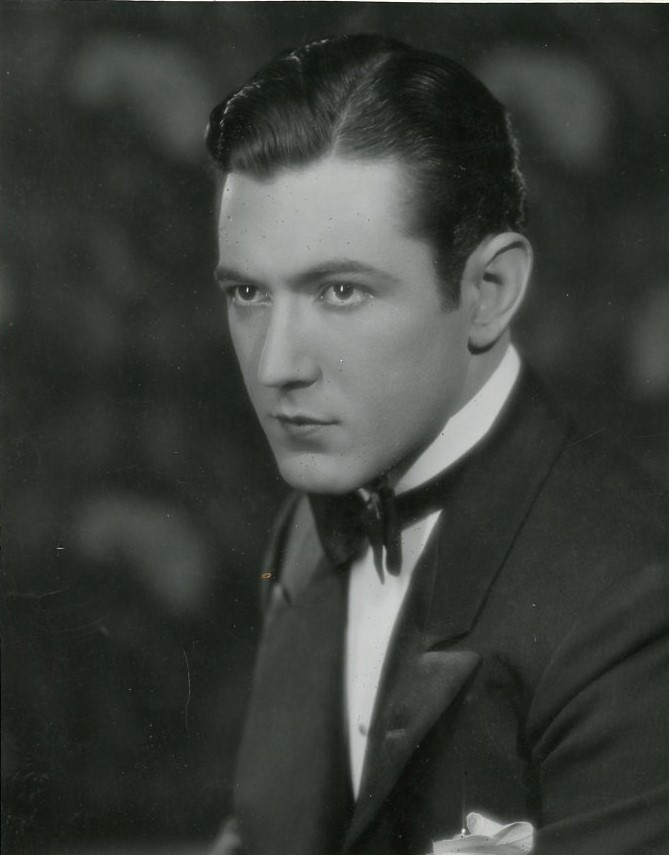
Johnny Mack Brown
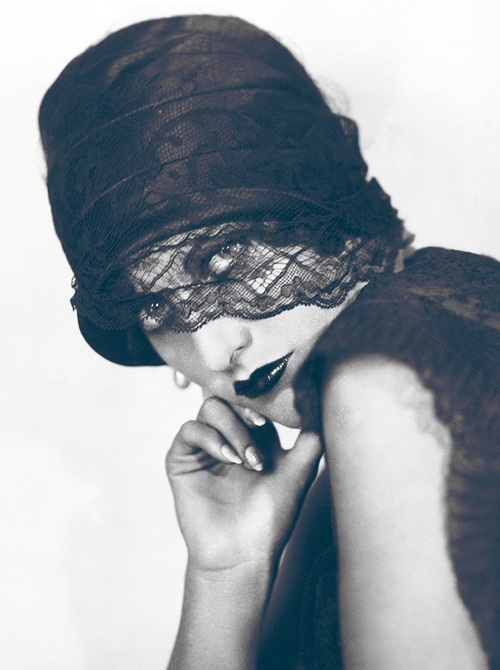
Joan Crawford
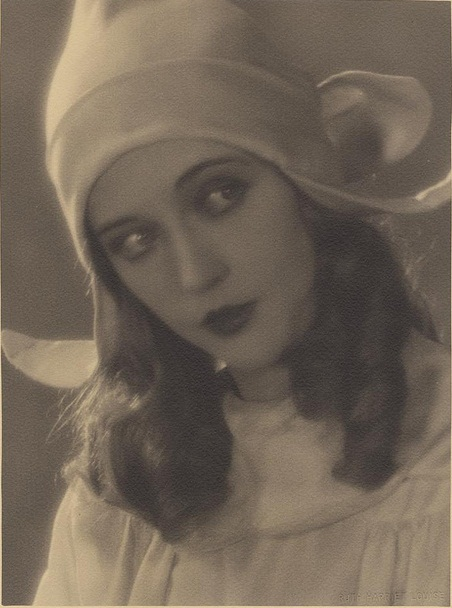
Marion Davies
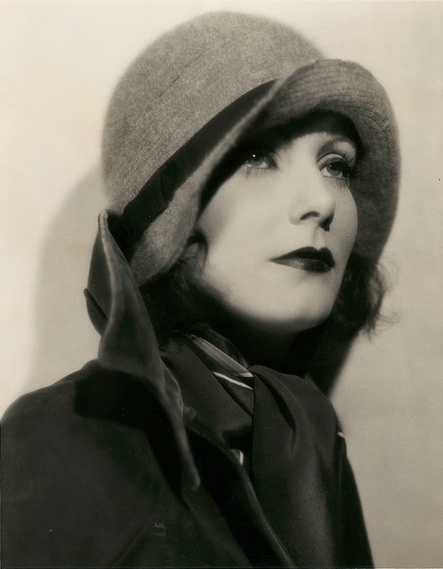
Greta Garbo
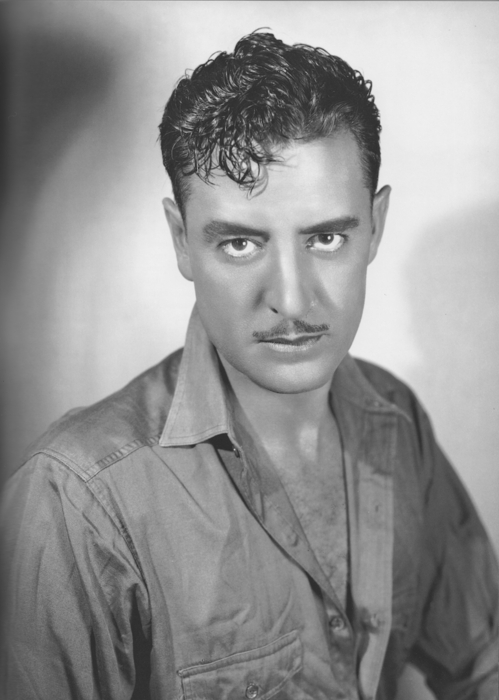
John Gilbert
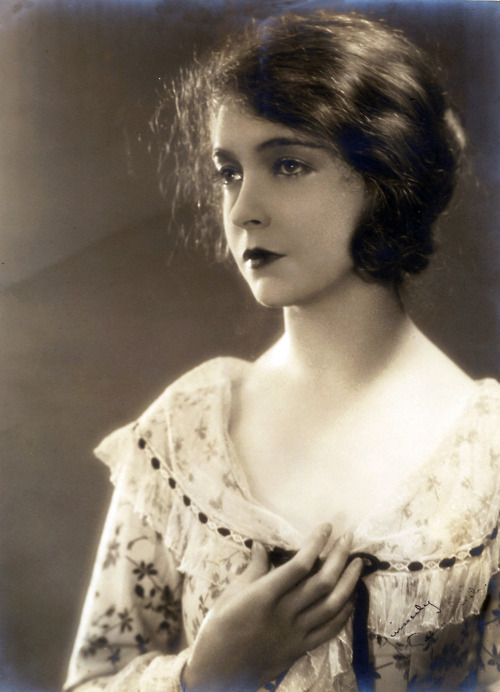
Lillian Gish
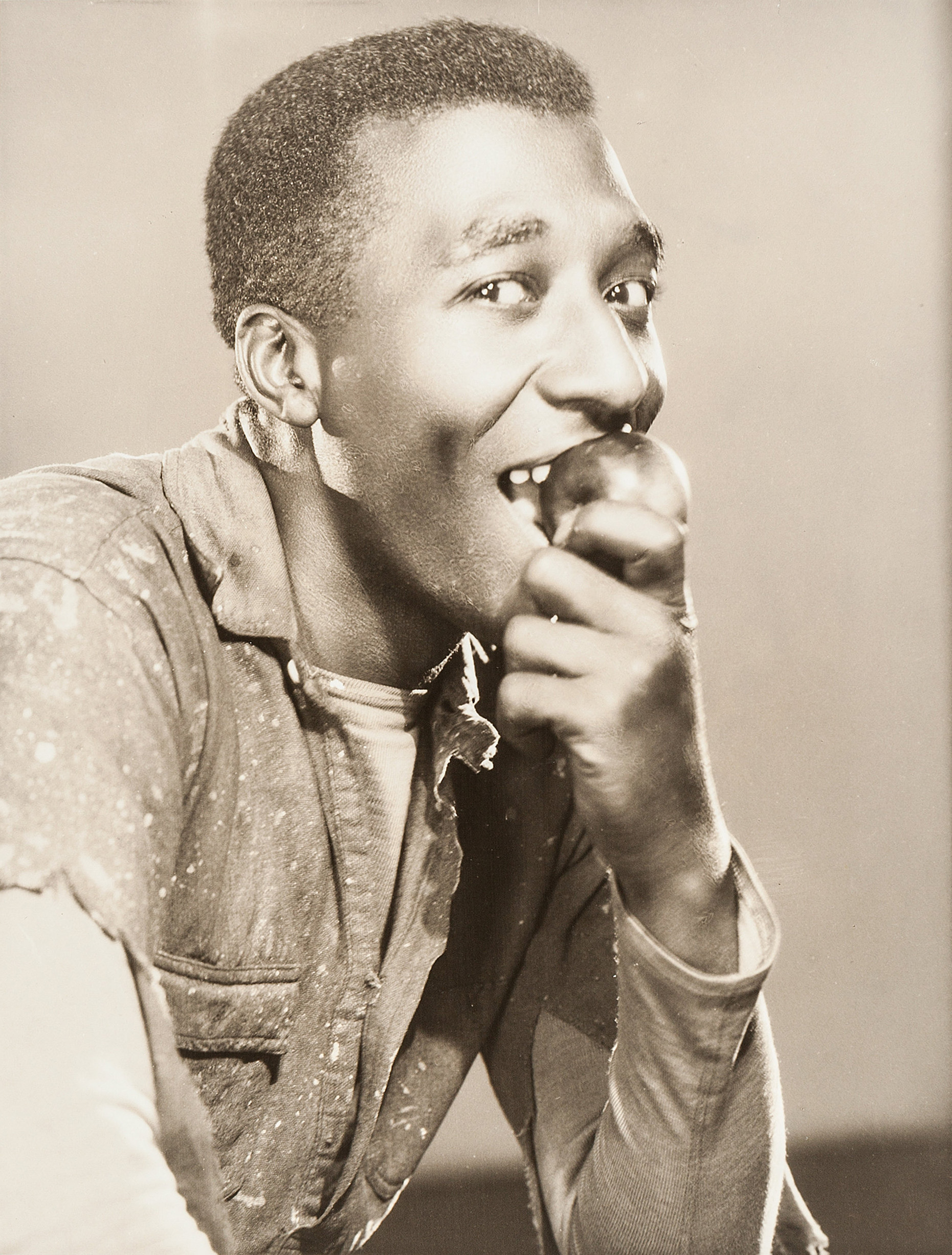
Daniel L. Haynes
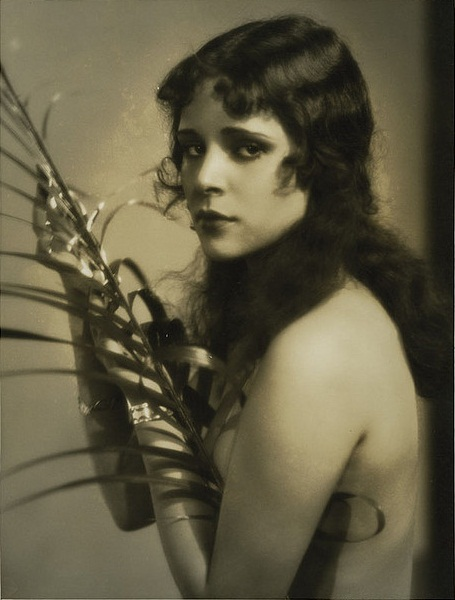
Dorothy Janis
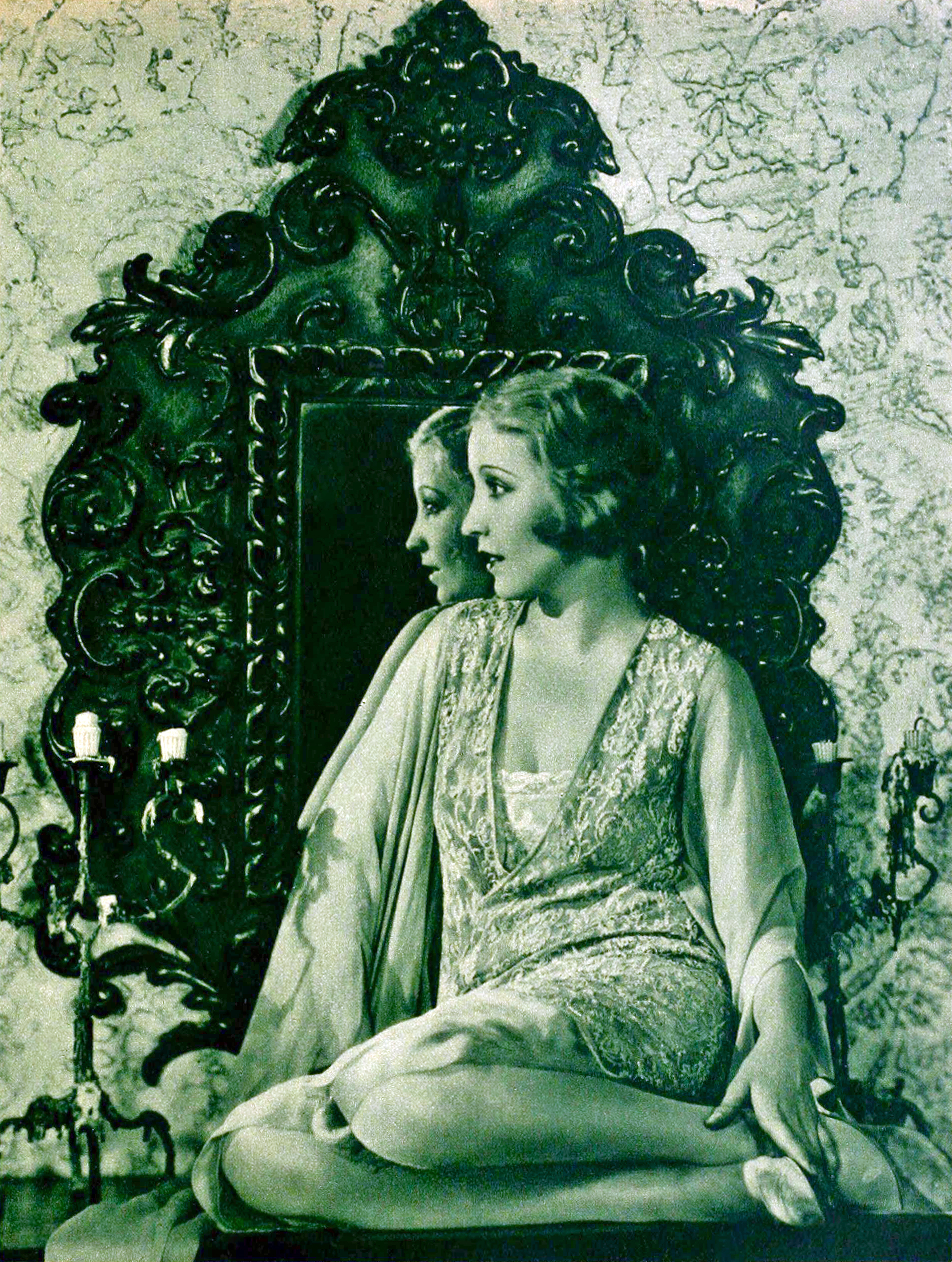
Bessie Love
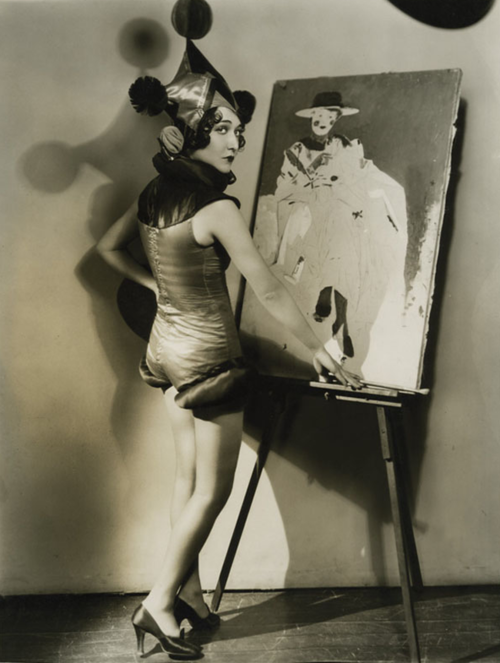
Dorothy Sebastian
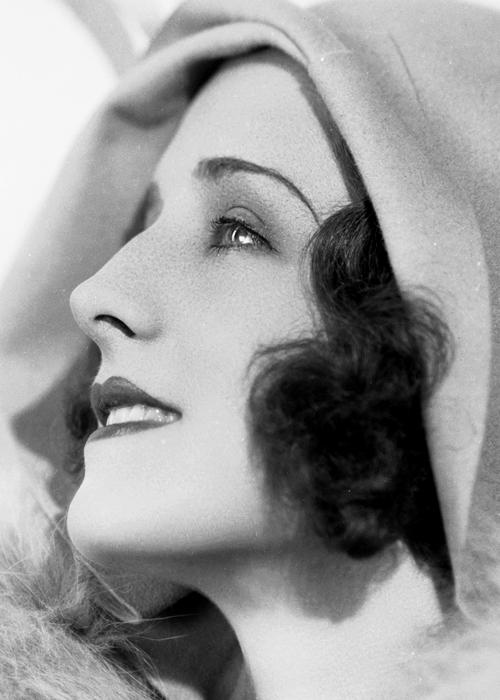
Norma Shearer

## Ausstellungen
- 2019: Hollywood Icons. Fotografien aus der John Kobal Foundation. Greta Garbo, Humphrey Bogart, Alfred Hitchcock & Co., Ludwig Galerie Schloss Oberhausen
- 2022: Hollywoods erste Fotografin: Ruth Harriet Louise, Kunsthaus Göttingen